# Reginald Calvert
 (juillet 2018).
Si vous disposez d'ouvrages ou d'articles de référence ou si vous connaissez des sites web de qualité traitant du thème abordé ici, merci de compléter l'article en donnant les références utiles à sa vérifiabilité et en les liant à la section « Notes et références ».
Pearce Reginald Hartley Calvert, dit Reginald Calvert, né en 1928 à Spilsby (Lincolnshire) et mort le 21 juin 1966, est un agent artistique britannique.
Il était le directeur de The Fortunes, des Pinkerton's Assorted Colours (en), et d'autres groupes pop. En 1964, après avoir entendu Radio Caroline, il décide de lancer sa propre station de radio pirate et utilise un ancien fort de la Seconde Guerre mondiale dans l'estuaire de la Tamise. À l'origine, la station s'appelle Radio Sutch car il est associé à l'enfant terrible du rock britannique  David "Screaming Lord" Sutch que ses provocations sur scène -il fait notamment semblant de poignarder un mannequin et d'arracher et manger le foie et le coeur- lors de l'interprétation de son "tube " Jack the ripper - ont écarté des ondes de la très rigoriste BBC malgré son immense popularité auprès des "teenagers" (adolescents) britanniques. 
Radio Sutch ne vivra que 4 mois et fut renommée par R. Calvert, en Radio City dès septembre 1964.
Radio Sutch commence à émettre le 27 mai 1964, sur la fréquence 1542 kHz, depuis un modeste chalutier, le Cornucopia (la Corne d'Abondance) ancré à la limite des eaux territoriales britanniques avant de migrer sur une tour de DCA (défense anti aérienne) en béton, implantée à Shivering Sands (les sables tremblants), un banc de sable dans l'estuaire de la Tamise, durant la bataille d'Angleterre, en dehors de la limite (alors fixée à 3 milles marins de la ligne de marée basse). La radio émet des programmes de rock (en faisant la part belle à son cofondateur) mais aussi des lectures littéraires alors jugées sulfureuses : Le roman de DH Lawrence L'amant de Lady Chatterley et Fanny Hill un roman érotique datant de 1748, deux livres encore interdits (mais diffusés sous le manteau) dans la Grande Bretagne du début des années 60.
Reginald Calvert a été abattu par Oliver Smedley, l'ancien propriétaire d'une station rivale, Radio Atlanta, qui a par la suite été acquitté de son meurtre pour légitime défense.